# Truls
Truls  è un nome proprio di persona svedese e norvegese maschile.

## Varianti
- Norvegese: Torgils[1]

### Varianti in altre lingue
- Danese: Troels[1]
- Islandese: Þorgísl
- Norreno: Þórgísl[1], Thorgils

## Origine e diffusione
Continua il nome norreno Þórgísl che, composto dal nome "Thor" e dal termine gísl, "[asta di] freccia", significa "freccia di Thor".

## Onomastico
Il nome è adespota, cioè non è portato da alcun santo, quindi l'onomastico ricade il 1º novembre, per la festività di Ognissanti.

## Persone
- Truls Jevne Hagen, calciatore norvegese
- Truls Jenssen, calciatore e allenatore di calcio norvegese
- Truls Johansen, sciatore alpino norvegese
- Truls Ove Karlsen, sciatore alpino norvegese

### Varianti
- Torgils Knutsson, capo del Regno di Svezia
- Troels Rasmussen, calciatore danese
- Thorgils Skarthi, razziatore e poeta vichingo

## Il nome nelle arti
- Truls Rohk è un personaggio della serie di romanzi di Shannara, scritta da Terry Brooks.